# Пантелеймон II Рилски
Пантелеймон II Рилски е български православен духовник, игумен на Рилската света обител.

## Биография
Роден е на 22 април 1819 г. в Костенец. На 15-годишна възраст постъпва като послушник в Рилския манастир. Учи в манастирското училище, след което продължава образованието си в Пловдив. През 1851 г. е изпратен в Русия заедно с рилския монах Никифор за събиране на средства за откриване в Рилския манастир на духовна семинария, печатница и болница. Впоследствие пътува до Света гора, Сърбия и отново посещава Русия. Игумен на Рилския манастир през 1864 – 1868 г. и през 1874 – 1881 г.
Поканен е от руското командване и присъства при подписване на Санстефанския мирен договор (3 март 1878 г.). Депутат в Учредителното събрание в Търново в 1879 година.